# Josef Wolf (fotograf)
Josef Wolf (11. února 1864 Český Krumlov – 4. února 1938 Český Krumlov) byl českokrumlovský německojazyčný fotograf. Věnoval se portrétní fotografii ve svém českokrumlovském ateliéru a fotografii architektury a krajiny Šumavy.

## Život
Absolvoval gymnázium v Českém Krumlově. Pak se vyučil v letech 1881–1884 fotografem v krumlovském ateliéru Gottharda Zimmera. Poté získával zkušenosti jako vandrovní tovaryš. Dne 7. července 1891 získal fotografickou koncesi a vrátil se do Českého Krumlova, kde si otevřel fotografický ateliér.
Vedle běžné živnostnické portrétní a příležitostní fotografie (svatební fotografie apod.), se po roce 1918 věnoval také fotografování krajiny a architektury a vydával fotografické pohlednice Krumlovska a Šumavy.
Bydlel v domě čp. 112 v ulici Parkán, v nedalekém domě čp. 116 měl fotolaboratoř a firemní archiv a v Dlouhé ulici čp. 100 provozoval prodejnu pohlednic.

### Po smrti
Po jeho smrti převzali ateliér jeho synové Walter (* 1895), Josef (1900–1943) a Franz (* 1907). Synové Josef a Franz se přidali k jednotkám SS a podíleli se na programu fyzické likvidace nacistickému Německu nepohodlných osob. Sloužili v koncentračním táboře Sobibor. Josef Wolf mladší zde byl zabit vězni při vzpouře dne 14. října 1943.

## Dílo
V roce 1897 dokumentoval natáčení filmu o hořických pašijových hrách. Tento dokumentární film, který byl natočen francouzskou firmou Pathé Frères o délce asi 220 metrů se nedochoval.
- WOLF, Josef; SEIDEL, Josef. Český Krumlov na historických fotografiích : kalendář 2013. Černá v Pošumaví: FOP Centrum, 2012. 14 s.
- MAREŠ, František; SEDLÁČEK, Jan. Soupis památek historických a uměleckých v politickém okresu českokrumlovském. Díl II: Město Český Krumlov Svazek 1–3. Inventar der Historischen Bau- und Kunstdenkmäler im politischen Bezirk Böhmisch Krumau. Teil II: Stadt Böhmisch Krumau Bau 1-3. Ilustrace Josef Seidel, Josef Wolf. Praha: Ústav dějin umění AV ČR, 2018. 956 s. ISBN 9788086890067. (česky, německy)

## Galerie (foto Josef Wolf)

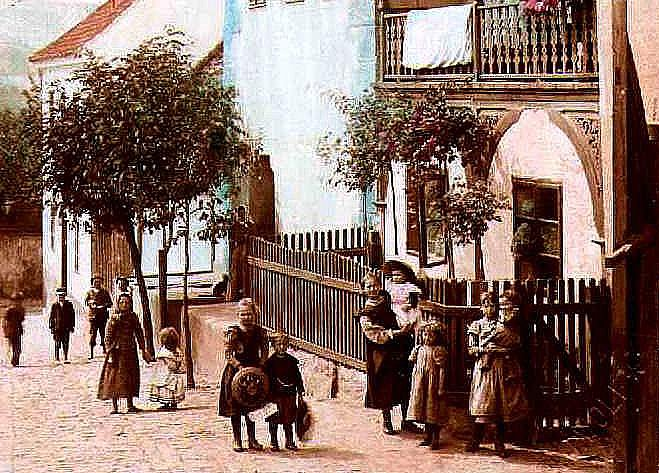
Frickův dvůr v Českém Krumlově, kolem 1900
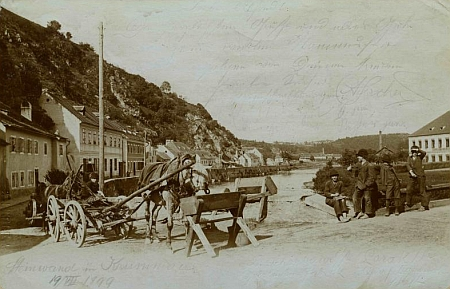
Českokrumlovská ulice Pod Kamenem, kolem 1899
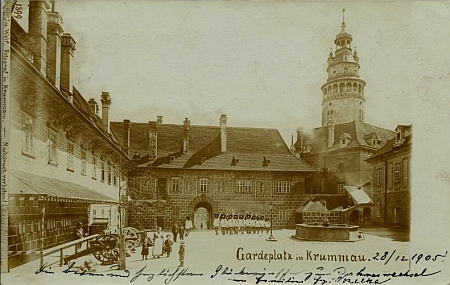
Zámecké nádvoří Českokrumlovského zámku s granátnickou gardou, kolem 1899
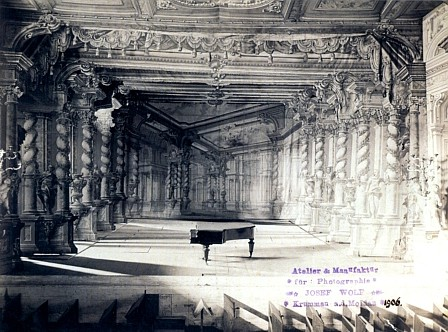
Jeviště zámeckého divadla v Českém Krumlově, 1906
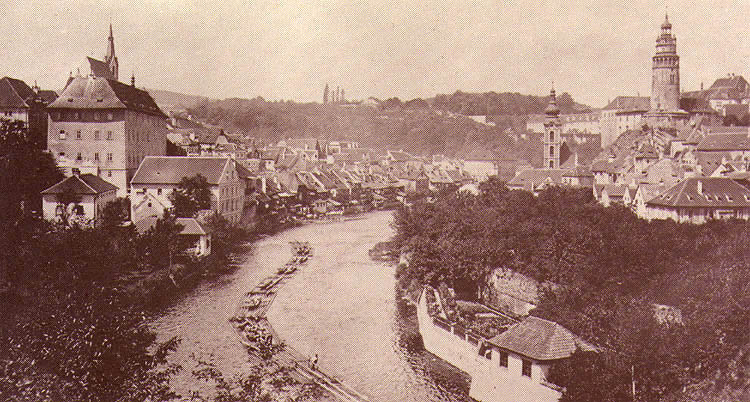
Český Krumlov, řeka Vltava s vory, vpravo Anniwarterovská zahrada, před 1925